# هندسة عسكرية

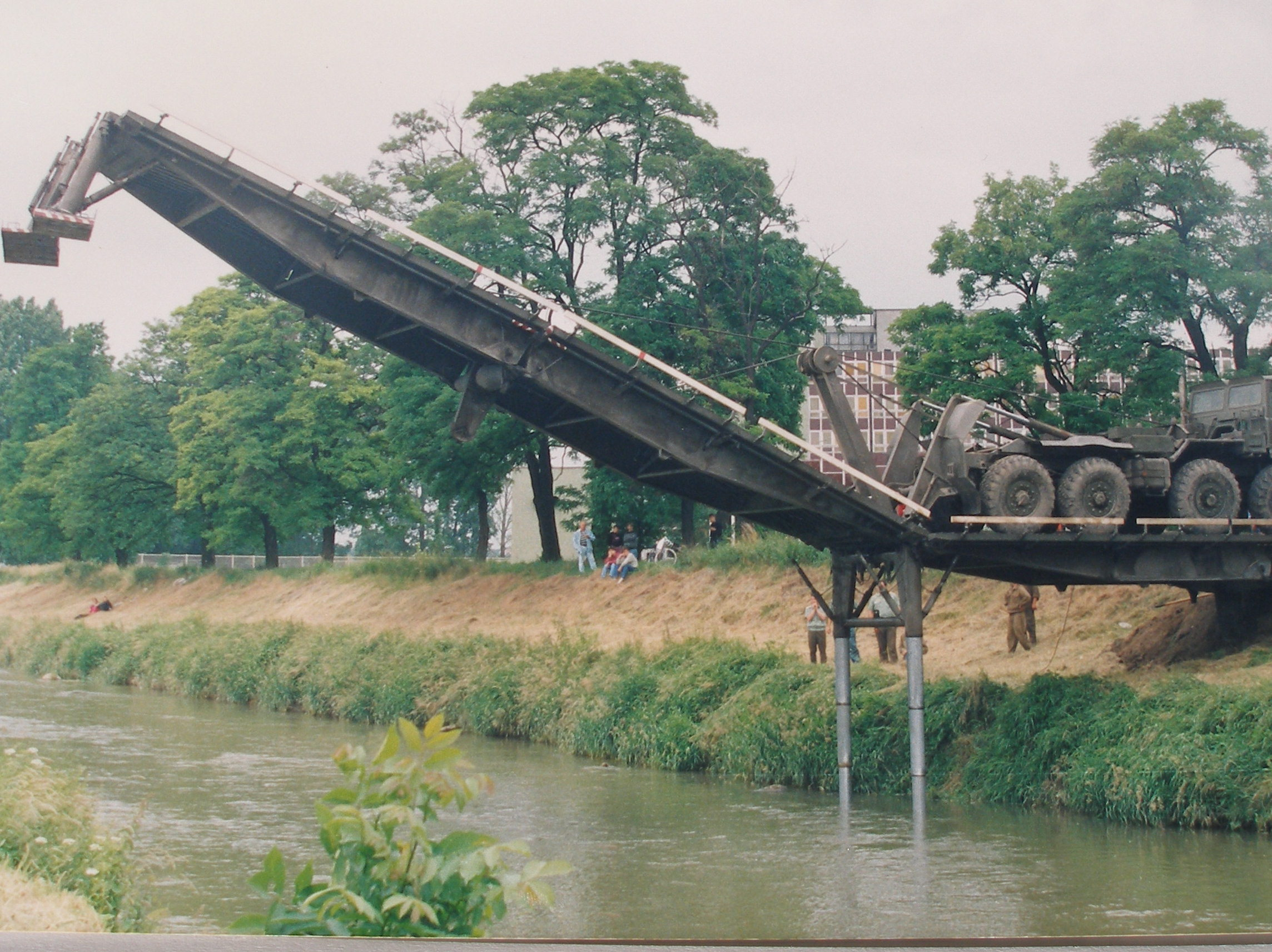
يضطلع مهندسو القوات العسكرية في بناء وتشييد الجسور لتسهيل حركة القطاعات العسكرية عبر الموانع

تُعرّف الهندسة العسكريّة بشكل عام على أنها الفن والعلوم والممارسة المتمثلة في تصميم وبناء الأعمال العسكرية والحفاظ على خطوط النقل العسكري والاتصالات العسكرية. المهندسون العسكريّون مسؤولون أيضًا عن لوجستيات التكتيكات الحربية. الهندسة العسكرية الحديثة تختلف عن الهندسة المدنية. شملت الهندسة العسكرية أيضًا، في القرنين العشرين والواحد والعشرين، تخصصات هندسية أخرى مثل تقنيات الهندسة الميكانيكية والكهربائية.
وفقًا لحلف الناتو، «الهندسة العسكرية هي ذلك النشاط الهندسي المنفذ، بغض النظر عن القطع الإلكترونية أو الخدمة، لتشكيل بيئة التشغيل المادية. تتضمن الهندسة العسكرية دعمًا للمناورات وللقوات العسكرية ككل، بما في ذلك وظائف الهندسة العسكرية مثل دعم المهندسين لحماية القوات، والأجهزة المتفجرة الخاصة بالهجوم المرتجل، وحماية البيئة، والاستخبارات الهندسية، والبحث العسكري. لا تشمل الهندسة العسكرية الأنشطة التي يقوم بها «المهندسون» الذين يقومون بصيانة وإصلاح وتشغيل المركبات والسفن والطائرات وأنظمة الأسلحة والمعدات».
الهندسة العسكرية هي مادة أكاديمية تدرس في الأكاديميات العسكرية أو مدارس الهندسة العسكرية. عادة ما تُنفّذ مهام البناء والهدم المتعلقة بالهندسة العسكرية من قبل المهندسين العسكريين بمن فيهم الجنود المدربين كخبراء ألغام أو مستكشفين. في الجيوش الحديثة، غالبًا ما يسمى الجنود المدَرّبين على أداء مثل هذه المهام أثناء التحرك للأمام في المعركة وتحت النيران، مهندسين قتاليين.
في بعض البلدان، قد يؤدي المهندسون العسكريون أيضًا مهمات بناء ليست عسكرية في أوقات السلم، مثل السيطرة على الفيضانات وأعمال الملاحة النهرية، لكن هذه الأنشطة لا تدخل في نطاق الهندسة العسكرية.

## تخصص فرعي
يمكن تقسيم الهندسة العسكرية الحديثة إلى ثلاث مهام أو مجالات رئيسية: الهندسة القتالية، والدعم الاستراتيجي، والدعم المُكمّل. ترتبط الهندسة القتالية بالهندسة في ساحة المعركة. المهندسون القتاليون مسؤولون عن زيادة قابلية الانتقال في الخطوط الأمامية للحرب مثل حفر الخنادق وبناء منشآت مؤقتة في مناطق الحرب. يرتبط الدعم الاستراتيجي بتقديم الخدمة في مناطق المواصلات مثل إنشاء المطارات الميدانية وتحسين وتطوير مواصلات الموانئ والطرق والسكك الحديدية. يشمل الدعم المُكمّل توفير الخرائط وتوزيعها وكذلك التخلص من الرؤوس الحربية غير المنفجرة. يقوم المهندسون العسكريون ببناء القواعد العسكرية، والمطارات، والطرق، والجسور، والموانئ، والمستشفيات. خلال أوقات السلم قبل الحرب الحديثة، تولى المهندسون العسكريون دور المهندسين المدنيين من خلال المشاركة في بناء مشاريع الأعمال المدنية. في الوقت الحالي، يشارك المهندسون العسكريون في الأعمال اللوجستية والاستعداد للحرب.

## هندسة المتفجرات
تُعرّف المتفجرات على أنها أي منظومة تنتج غازات سريعة الانتشار في حجم محدد مُسبقًا في مدة قصيرة. تمتد بعض وظائف الهندسة العسكرية النوعيّة أيضًا إلى مجال المتفجرات والتدمير واستخداماتها في ساحة القتال. استُخدمت الأجهزة المتفجرة على مدار التاريخ في ساحة القتال للعديد من العمليات من القتال إلى تطهير المنطقة. يمكن تتبع تاريخ تطور المتفجرات إلى وقت مبكر وصولًا للصين في القرن العاشر، حيث يعود الفضل إلى الصينيين في هندسة أول متفجر عرف في العالم، وهو المسحوق الأسود (البارود). طُوّر البارود في البداية لأغراض ترفيهية، واستُخدم لاحقًا للتطبيق العسكري في القنابل ودفع القذائف في الأسلحة النارية. يقوم المهندسون في الجيش المتخصصون في هذا المجال بصناعة وتصميم العديد من الأجهزة المتفجرة لاستخدامها في ظروف التشغيل المختلفة. تتراوح هذه المركبات المتفجرة من البارود إلى المتفجرات البلاستيكية الحديثة. يُصنف هذا التخصص ضمن مهام المهندسين القتاليين الذين تشمل خبراتهم في عمليات الهدم أيضًا الكشف عن الألغام والعبوات الناسفة والتخلص منها. لمزيد من المعلومات، راجع التخلص من القنابل.